# راهبری اینترنت
راهبری اینترنت (به انگلیسی: Internet Governance) عبارت است از تدوین و به کار گرفتن اصول، هنجارها، مقررات، رویه‌های تصمیم‌سازی و برنامه‌های مشترک توسط دولتها، بخش خصوصی و جامعه مدنی.

## راهبری اینترنت
برای بحث بر سر نظارت بر اینترنت (Internet Governance) در ابتدا لازم است دو عبارت نظارت و اینترنت به‌طور مجزا تعریف گردد، موضوعی که تاکنون توافقی جامع بر سر تعاریف آن‌ها به عمل نیامده‌است. بنا به نظریه ارتباطات فرایند ارتباطات مبتنی بر پنج عنصر فرستنده پیام، پیام، کانال ارتباطی، گیرنده پیام و بازخورد است. در برقراری ارتباط از طریق اینترنت مراحل فوق نیز صادق است؛ فرستندگان پیام به افرادی گفته می‌شود که با رایانه به شبکه متصل می‌شوند، پیام‌ها به اشکالی چون پست‌الکترونیکی از طریق کانال‌هایی مانند شبکه‌های فیبر نوری به گیرندگان پیام که آنان نیز از طریق ارائه‌دهندگان اینترنت به شبکه متصل می‌باشند، منتقل می‌شود.

## پیشینه
هیچ‌کس، شرکت، سازمان یا دولت اینترنت را اداره نمی‌کند. این شبکه یک شبکه جهانی توزیع‌شده متشکل از بسیاری از شبکه‌های مستقل به‌هم‌پیوسته است. اینترنت مبتنی بر فناوری ای است که از آن با نام راه گزینی بسته کوچک یاد می‌شود که در مدل ارتباطی آن محتوای پیام به صورت دیجیتال و اعداد صفر و یک، آنگونه که اطلاعات در رایانه نگهداری می‌شود، نگهداری می‌شود. بر این اساس اینترنت می‌تواند اعداد، کلمات و صوت و تصویر دیجیتال را منتقل نماید. بر این اساس روترها نسبت به سویچ‌ها از نقشی کلیدی‌تری در ارسال بسته‌ها ایفا می‌کنند. شکل ۱٫۱ فرمت مرسوم برای بسته‌ها را نشان می‌دهد. روترها با نظارت نرم‌افزاری و ریز پردازنده‌ها، به تعیین آدرس یک بسته اطلاعاتی و ارسال آن به روتر دیگر اقدام می‌کنند.
با پیشرفت فناوری شبکه به سطح شبکه TCP/IP طراحان شبکه بسته‌های آدرس ۳۲ بیتی را در قالب نشان گذاری ده دهی در فرمت xxx.xxx.xxx.xxx معرفی کردند. در این فرمت هر گروه از xها اعداد صفر تا ۲۵۵ را می‌تواند دربر گیرند. پروتکل اینترنت که در تنظیم بسته‌ها کاربری دارد از اصلی‌ترین بخش‌های اینترنت است. دومین بخش سامانه آدرس دهی یا مدیریت مبحثی است که نخستین بار مورد نظارت قرار گرفته بود.
ابداع سیستم نامگذاری دامنه در سال ۱۹۸۴ مترادفی برای تسلسل دیجیتال نفوذ ناپذیر آدرس‌های واقعی را معرف کرد. آدرس‌های واقعی بسته‌ها در حالی فرمت دیجیتال خود را حفظ کردند که قابلیت جایگزینی با مترادف‌های الفبایی در فایل سرور DNS را دارا بودند. این سیر در انتها به نامگذاری سایت‌های اینترنتی منتهی گردید.
آدرس‌های اینترنتی بر خلاف شماره‌های تلفن شهری که معرف منطقه شهری یا محل جغرافیایی است، موقعیت ثابتی نداشته و کاملاً مفهومی تعریف می‌شوند به گونه‌ای که علی‌رغم حجم بالای بسته‌های دیجیتالی که بین دو روتر منتقل می‌شوند، هر یک از آن‌ها مسیر خاص خویش را پیموده و انحرافی صورت نمی‌گیرد که در افزایش کارایی شبکه اینترنت مؤثر است.
در موضوع سرعت انتقال داده‌ها در اینترنت عوامل متعددی نقش دارند. سرعت رایانه در رمزگشایی فایل‌های دیجیتال به فرمت قابل خواندن (با نرم‌افزارهایی مانند اینترنت اکسپلورر) و سرعت اتصال به اینترنت بستگی دارد. بر این اساس مضامینی مانند نامه‌های الکترونیکی به دلیل حجم پایین بسته‌های اطلاعاتی پهنای باند (سرعت ارسال این بسته‌ها در بین خطوط) کمتر و فیلم‌های سینمایی پهنای باند به مراتب بیشتر که در نهایت به افزایش زمان بارگذاری آن منجر می‌شود، را اشغال می‌کنند.

همان‌طور که مشاهده می‌شود در پاسخ به سؤال ماهیت اینترنت عوامل متعددی نقش دارند. به زبان ساده اینترنت مجرایی اطلاعاتی یا عضوی از فرایند ارتباطی است. اینترنت شبکه‌ای است که شبکه‌های درون آن بواسطه پروتکل‌هایی که پذیرفته‌اند به هم اتصال دارند. همانند سازمان‌ها، اینترنت از افرادی تشکیل شده‌است که از موسسات (شرکت‌ها، دانشگاه‌ها، دفاتر دولتی) یا سایر مراجعی که در زیر ساخت‌های مرتبط سرمایه‌گذاری کرده‌اند، تشکیل می‌شود.
در ادامه تلاش‌ها برای ارائه تعریفی جامع از اینترنت، مولر تعریف ذیل را ارائه کرد:

«اینترنت یک قابلیت جهانی انتقال اطلاعات با همکاری شبکه‌های ارتباطاتی خصوصی و عمومی است که بر مبنای قراردهایی چون IP تحقق یافته‌است.»

برای تبیین نقش نهادهای بین‌المللی بر اجزا و فرایند اینترنت از تقسیم‌بندی اجزای ۵ گانه فرایند ارسال پیام از فرستنده به گیرنده نیز استفاده می‌شود:

۱) فرستندگان:

از موضوعاتی که اغلب فرستندگان پیام در اینترنت با آن سروکار دارند، آزادی در ارسال یک پیام با محتوای دلخواه یا انتخاب گیرندگانی است که دریافت‌کننده نهایی پیام به صورت کامل می‌باشند. دسترسی متعارف به ارائه‌کنندگان سرویس‌های اینترنت با هزینه‌ای منطقی که از آن با عناوینی چون عرضه فناوری مناسب با هزینه‌ای معقول یاد می‌شود، در کنار عدم اعمال محدودیت‌های خاص در انتخاب دامنه‌های اینترنت نیز از موضوعاتی هستند که به فرستندگان پیام در اینترنت مربوط می‌شود.

۲) پیام:

تنظیم محتوای پیام‌ها و تعیین پیام‌های مجاز، شخص یا نهادهای متولی نظارت بر محتوای پیام نیز در دسته‌بندی پیام قرار می‌گیرد. اینترنت به صورت بازاری برای عرضه نظرات و تفکرات افراد گوناگون بدل شده‌است که برخی نهادهای نظارتی در اکثر کشورها این دسته از مضامین مانند محتویات غیراخلاقی و استفاده از فناوری رمزگذاری را قابل اعتراض و پیگیری می‌دانند. امکان تصویب قوانین جدید با استناد به قوانین مصوب قبلی و تضاد اعمال قوانین نظارتی ملی با ماهیت بین‌المللی کاربری اینترنت از دیگر موضوعات بحث شده در زمینه ماهیت پیام‌های اینترنتی است.

۳) رسانه:

رسانه یا کانال ارتباطی که پیام به واسطه آن منتقل می‌گردد از دیگر موضوعاتی است که از دیرباز در آیین‌نامه‌های ارتباطی بدان توجه شده‌است که بخشی از آن به دلیل ماهیت قابل نظارت بودن این ابزارها و بخش دیگر به دلیل ماهیت عمومی بودن آن‌ها (وجود فرکانس‌های رادیویی یا عبور سیم‌های مخابراتی از زمین‌های عمومی) است. ادغام شرکت‌های ارائه‌کننده خدمات اینترنت در کشورها از دیگر موضوعاتی است که رقابت میان این شرکت‌ها را تهدید و می‌تواند به ارائه خدمات انحصاری منجر گردد.

در سطح بین‌الملل این موضوع به تعیین استانداردهای پهنای باند، پروتکل‌های ارتباطی و استانداردهای نحوه پرتاب و فعالیت ماهواره‌های ارتباطی (با توجه به حضور آن‌ها در فضای کشورهای مجتلف جهان) منجر شده‌است.

۴) گیرنده پیام:

همانند فرستنده پیام، دسترسی و دریافت آسان پیام‌ها از نگرانی‌های گیرندگان در مسیر ارتباطی اینترنت است. دسترسی با پارامترهایی چون هزینه، قوانین یا فناوری‌ها (مانند ویچیپ‌ها) قابل کنترل بوده و برای دسترسی کاربران به ارائه‌کنندگان خدمات اینترنت نیز مخصوصاً در کشورهای در حال توسعه به دلایلی چون محدودیت در انتقال فناوری یا هزینه بالا محدودیت‌هایی جدی وجود دارد.

۵) بازخورد:

آخرین بخش از فرایند ارتباطات بازخورد است که نمونه کاملی از آن را در اینترنت بواسطه ماهیت تعاملی آن می‌توان یافت. با این حال در کنار افزایش نفوذ اینترنت در میان کاربران به سوالاتی چون ماهیت و نحوه قانونمند سازی بازخورد پاسخ روشنی داده نشده‌است.
در سطح ملی ممکن است در هریک از اجزای فوق، ممکن است بین منافع سه گروه بخش دولتی، عمومی و خصوصی تضاد حاصل شود که بر پیچیدگی‌های این حوزه می‌افزاید. در همین راستا در سطح بین‌المللی موضوع نحوه راهبری بر اینترنت مطرح می‌شود که در بخش ذیل بدان اشاره می‌شود:

## نظارت و راهبری چیست؟
دان مک لین ریشه واژه نظارت را از هدایت کشتی به زبان لاتین می‌داند و معتقد است با توجه به ماهیت فراملیتی و تعدد ذینفعان در اینترنت راهبری و نظارت واژه مناسب‌تری نسبت به حاکمیت برای اینترنت است.
برای راهبری بر اینترنت دستورالعمل‌های گوناگونی توسط نهادهای بین‌المللی ذی‌ربط ارائه گردیده‌است که به موارد زیر که توسط کار گروه اطلاعات و فناوری اطلاعات سازمان ملل متحد ارائه شده شده‌است می‌توان اشاره نمود:
- استانداردسازی فنی: تصمیمات اساسی مرتبط با پروتکل‌های شبکه، نرم‌افزارهای کاربردی و فرمت‌های اطلاعاتی (مانند نگارش‌های ۴ و ۶ پروتکل اینترنت)
- تخصیص منابع: برخی از ارکان اینترنت ویژگی‌هایی چون کمیابی، کاربری خاص و ایجاد هماهنگی میان کاربران خود را دارند (مانند نامگذاری دامنه‌های اینترنتی و شماره‌های IP) که مسئولیت‌های عملیاتی مرتبط باتخصیص منابع مانند مدیریت سرور DNS ریشه.
- سیاست عمومی: در حالیکه دو مورد قبلی مرتبط با فناوری است، سیاست عمومی با هدایت افراد و سازمان‌های مرتبط با طراحی، عملیات یا استفاده از خدمات و شبکه‌های مبتنی بر پروتکل‌های اینترنت سروکار دارد.

این تقسیم‌بندی در حال صورت می‌گیرد که با توجه به ماهیت متفاوت آنها، اغلب بخش خصوصی در کشورها تولیت استانداردسازی فنی و تخصیص منابع را بر عهده دارد، درحالیکه بخش دولتی سیاست‌گذاری‌های عمومی این حوزه را عهده‌دار است.

## راهبری اینترنت چیست؟
افزایش استفاده از اینترنت در سطح جهان چالش‌هایی را در زمینه مدیریت و قانونمندسازی به وجود آورده‌است. راهبری اینترنت شامل موضوعات گسترده‌ای از اداره فنی آن تا مباحث عمومی‌تر چون نظارت بر محتوی می‌شود. علی‌رغم ماهیت بین‌المللی اینترنت، دشواری توافق در سطح جهانی بر سر این مقررات باعث تدوین بیشتر این قوانین در سطح ملت‌ها شده‌است که مجموع این تلاش‌ها به تشکیل مجمع راهبری اینترنت برای استفاده از نظرات سه بخش دولتی، عمومی و خصوصی کشورهای عضو رأی تدوین و تصویب قوانین مرتبط منجر شده‌است. در نهایت در سال ۲۰۰۵ راهبری اینترنت بدینصورت تعریف گردید:
«راهبری اینترنت توسعه و استفاده بوسیله دولت‌ها، بخش خصوصی و عمومی در قالب قوانین و ارزش‌های مشترکشان برای ایجاد چارچوبی برای ارزیابی و استفاده از اینترنت است.»
در همین راستا معرفی سه لایه اصلی زیرساخت‌ها (برای انتقال اطلاعات)، لایه منطقی (برای کنترل زیرساخت) و لایه محتوایی که دربرگیرنده اطلاعاتی است که درون شبکه حرکت می‌کند، از بعد حقوقی به راهبری اینترنت می‌نگرد.
زیر ساخت فنی اینترنت

مخابره داده‌ها و شبکه‌بندی به وسیلهٔ رایانه‌های متصل به هم با زیرساخت فیزیکی فیبرهای نوری، کابل‌های شبکه، خطوط تلفن یا ماهواره‌ها صورت می‌گیرد. دامنه یک شبکه می‌تواند از یک سامانه خصوصی کوچک تا ساختارهای وسیع‌تر باشد؛ لذا اینترنت به عنوان شبکه جهانی شبکه‌ها عناصر زیر را از طریق زیر شبکه‌های متعدد در سطح جهان به یکدیگر متصل می‌نماید:
- ارائه‌کننده خدمات اینترنت : این ارائه‌کنندگان دسترسی به اینترنت را به مشتریان به فروش می‌رسانند. یک ISP دسترسی محلی یک مشتری را به رایانه شبکه خود و در نهایت دسترسی به اینترنت را فراهم می‌آورد. یک ISP همچنین می‌تواند به تبادل رایگان اطلاعات با سایر ISPها به وسیلهٔ هاب‌هایی به نام نقاط تبادل اینترنت بپردازد.
- نقاط تبادل اینترنت : این نقاط امکان اتصال مستقیم شبکه‌ها به یکدیگر بدون استفاده از واسطه‌ها را فراهم می‌آورد که در نهایت به افزایش کارایی و کاهش هزینه‌ها منجر می‌شود.
- عاملیت اینترنت متکی بر رایانه‌هایی است که قابلیت شناسایی یکدیگر را با استفاده از سیستم نام‌گذاری دامنه دارند. سیستم نام‌گذاری حوزه روشی سلسله مراتبی است که بانک اطلاعاتی مربوط به نام‌های نمادین و معادل IP آن‌ها را روی کل شبکه اینترنت توزیع کرده‌است و هر ایستگاه می‌تواند در یک روال منظم و سلسله مراتبی آدرس IP معادل با ایستگاه مورد نظرش را در نقطه‌ای از شبکه پیدا کند .

مدیریت اینترنت

نهادهای متعددی مدیریت بین‌المللی اینترنت را عهده دارند. به عنوان مثال شرکت شماره‌ها و نام‌های اختصاصی اینترنت از موسسات غیرانتفاعی آمریکایی است که اختصاص نام‌های دامنه و آدرس‌های IP را بر عهده دارد. برخی نهادهای دیگر وظیفه بهبود و توسعه سیاست‌ها و استانداردهای اینترنت را بر عهده دارند:
- انجمن اینترنت : این انجمن با کمک گروه‌هایی چون گروه ضربت مهندسی اینترنت وظیفه توسعه استانداردهای فنی اینترنت را بر عهده دارد.
- کنسرسیوم وب جهانشمول با کمک سازمان‌های عضو استانداردها و رهنمودهای فنی برای شبکه جهانی را ارتقا می‌بخشد.
- اتحادیه بین‌المللی ارتباطات دوربرد که از نهادهای تابع سازمان ملل متحد است مسئولیت دامنه وسیعی از مسائل ارتباطی مانند ارتقای استانداردها و فعالیت‌های توسعه‌ای را بر عهده دارد.
- سایر سازمان‌های بین‌المللی مانند سازمان تجارت جهانی و سازمان جهانی مالکیت فکری.

حل مشکل دامنه‌های اینترنتی

از دامنه‌های اینترنتی آنگونه که امروزه مورد استفاده قرار می‌گیرد، در اوایل به صورت عددی بود که گسترش اینترنت استفاده از آن اعداد را برای کاربران دشوار ساخت. در ابتدا مرجع تولیت اعداد بین‌المللی مسئولیت اموری چون نظارت بر دامنه‌های اینترنتی، اختصاص دامنه‌های کشورهای گوناگون و تعریف کاربری دامنه‌هایی چون .com یا .org را از دولت ایالات متحده تحویل گرفت. با افزایش پایگاه‌های اینترنتی در کنار اعمال تعرفه‌ها برای خرید دامنه‌های اینترنتی، سودجویی برخی افراد و بنگاه‌ها در فروش دامنه‌های نام‌های تجاری متعلق به بنگاه‌ها و کمپانی‌های تجاری که بر خلاف قانون مالکیت معنوی است، باعث شکایت آن بنگاه‌ها به دادگاه‌های قضایی گردید. به دنبال آن تفاهم نامه دامنه‌های سطح بالا در ماه می‌سال ۱۹۹۷ به امضای بیش از ۲۱۵ گروه بین‌المللی مرتبط با اینترنت با هدف اولیه تعیین استانداردهای اولیه برای نامگذاری، خرید و نظارت بر آدرس‌های وب و دامنه‌های اینترنتی (اعم از .com .org .net .edu .gov) رسید. در سال ۲۰۰۵ شرکت شماره‌ها و نام‌های اختصاصی اینترنت، دامنه .cat را برای تشکل‌های فرهنگی، دامنه .sco را برای اسکاتلند و .cym را برای والز انگلستان تصویب نمود.
کارگروه راهبری اینترنت، راهبری اینترنت را توسعه اینترنت در حوزه‌های تشکیل، ارزیابی و کاربرد با همکاری بخش‌های عمومی، خصوصی و دولتی کشورها برای تبین نقش‌ها، اصول مشترک، هنجارها و روش‌های تصمیم‌گیری تعریف کرده‌است که به نمونه‌ای از آن‌ها در قالب دستورالعمل‌های ۳ گانه قسمت قبل و در جدول زیر اشاره شده‌است:

## متولیان راهبری
اگرچه اغلب دولت‌ها به عنوان متولیان اصلی اینترنت شناخته می‌شوند اما در حقیقت پنج گروه ذی‌نفع ذیل در این امر دخالت دارند:
1. دولت‌هایی که از منافع یک ملت حمایت می‌کنند
2. نهادهای بین‌الملل که منعکس‌کننده منافع و دیدگاه‌های کشورهای عضو خود می‌باشند
3. بخش خصوصی اعم از بنگاه‌ها (شرکت‌های چند ملیتی) که مستقل یا در قالب اتاق‌های بین‌المللی بازرگانی فعالیت می‌کنند
4. نهادهای غیردولتی و مردم نهاد
5. تشکل‌های دانشگاهی.